# オールスタッフ
株式会社オールスタッフは、日本の舞台の制作会社、芸能プロダクション、音楽出版社。所属にミュージカルカンパニー イッツフォーリーズがいる。日本音楽事業者協会所属。

## 概要
- 1962年、1958年にシンキングコマーシャルでグランプリを受賞した作曲家いずみたくが5月13日有限会社いずみたくミュージックオフィスを設立。
- 1965年5月、2社を合併して新しく株式会社オールスタッフプロダクションを作り活動する。
- 1972年、12月12日社名を変更して株式会社イズミエンタープライズになり、同日新規に株式会社オールスタッフプロダクションを資本金500万円で設立して業務を開始。
- 1981年8月、株式会社イズミエンタープライズと株式会社オールスタッフプロダクションを合併。
- 1985年、株式会社イズミエンタープライズは、1985年6月社名変更して株式会社オールスタッフとなる。
- 1996年4月、株式会社オールスタッフとCM制作会社の株式会社オールスタッフニューサウンド、株式会社サウンドウェーブとを合併。
- 2012年、自社ビルのフォンテーヌビル閉館に伴い2012年7月に東京都台東区に移転。

## 現在の所属タレント
- ミュージカルカンパニー イッツフォーリーズ
- 吉田さとる（作曲家、編曲家、ピアニスト）
- 坂口阿紀（ボーカリスト、脚本家、演出家）
- 河本章宏（俳優、脚本家、演出家）

## かつて所属していたタレント
- ピンキーとキラーズ
- 今陽子
- 佐良直美
- 由紀さおり
- 尾藤イサオ
- いしだあゆみ
- 篠ひろ子
- いずみたくシンガーズ
- 錦城ロコ
- 青い三角定規
- キューティQ

### 主な制作舞台
- 「見上げてごらん夜の星を」（1960）
- 「泥の中のルビー」（1960）
- 「灯台の灯のように」（1961）
- 「夜明けのうた」（1964）
- 「裸の王様」（1964）
- 「聖スブやん」（1968）
- 「死神」（1972）
- 「おれたちは天使じゃない」（1974）
- 「悪魔になってみませんか」（1977）
- 「洪水の前」（1980）
- 「女の平和」（1985）
- 「歌麿」（1985）
- 「アンパンマンの冒険」（1988）
- 「見はてぬ夢」（1990）
- 「船長」（1990）
- 「霧のむこうのふしぎな町」(2004)
- 「天切り松　人情闇がたり」(2004)
- 「MIRACLE」(2000)
- 「ルドルフとイッパイアッテナ」(1992)
- 「Mr.Zoo」
- 「ねこはしる」
- 「月のしずく」
- 「ファーブル昆虫記」
- 「野菊の墓」
- 「嗚呼!杉並青年消防団」
- 「女たちのジハード」
- 「青空の休暇」
- 「花山信吉工務店」
- 「ゲゲゲの鬼太郎 十万億土の祈り唄」(2014)
- 「死神」(2014)
- 「秋に咲く桜のような」（スタミナやとのコラボレーション企画）
- 「お・ど・ろ」
- 「うた物語」
- 「A Midsummer Night Dream 夏の夜の夢」(2016)
- 「遠ざかるネバーランド」(2017)
- 「YOSHIKO〜悔いなき命を〜」(2019)
- 「小さい“つ”が消えた日」
- 「てだのふあ」(2019)
- 「獅子吼」(2020)
- 「Bookライブ　キeク」(2020)
- ミュージカル「魍魎の匣」(2021)